# Cantonul Saint-Vallier
Cantonul Saint-Vallier este un canton din arondismentul Valence, departamentul Drôme, regiunea Rhône-Alpes, Franța.

## Comune
- Albon
- Andancette
- Anneyron
- Beausemblant
- Châteauneuf-de-Galaure
- Claveyson
- Fay-le-Clos
- Laveyron
- La Motte-de-Galaure
- Mureils
- Ponsas
- Ratières
- Saint-Avit
- Saint-Barthélemy-de-Vals
- Saint-Martin-d'Août
- Saint-Rambert-d'Albon
- Saint-Uze
- Saint-Vallier (reședință)